# Jan Gijsbert Boon von Ochssée
Jan Gijsbert (Bert) Boon von Ochssée (Djokjakarta, 25 juli 1921 - Naarden, 20 oktober 1999) was een Nederlandse vlieger in de Tweede Wereldoorlog.

## Familie
De naam Boon von Ochssée ontstond toen Jan Gijsbert, scheepsarts, trouwde met Charlotte Dorothea von Ochssée en er bij gouvernementsbesluit van 18 december 1911 toestemming werd gegeven aan zijn zoon Marinus Charles Boon om voortaan de geslachtsnaam "Boon von Ochssée" te dragen.

## Loopbaan
Boon von Ochssée was privépiloot in toenmalig Nederlands-Indië. Toen de oorlog met Japan uitbrak werd hij als dienstplichtige opgeroepen voor de Militaire Luchtvaart van het Koninklijk Nederlandsch-Indisch Leger. Na de capitulatie van Nederlands-Indië ontsnapte hij via Nederlands-Nieuw-Guinea naar Australië. Boon von Ochssée werd daarop in Engeland opgeleid voor de Nederlandse Marine Luchtvaartdienst (MLD). In juli 1944 werd hij ingedeeld bij het 1840e squadron. In dit Britse squadron vlogen piloten van de MLD en de ML-KNIL. Het squadron was gestationeerd op het vliegdekschip HMS Furious en gaf luchtdekking tijdens "Operation Mascot", een van de luchtaanvallen op het slagschip Tirpitz van de Kriegsmarine. De aanval mislukte omdat de Tirpitz onder een rookgordijn werd verborgen. Boon von Ochssée zag tijdens deze aanval een Arado-watervliegtuig van de Luftwaffe landen in de Flekkefjord. Hij viel de Arado aan en schoot het kostbare Duitse toestel neer. In de Stille Oceaan vloog Boon von Ochssée met Grumman F6F Hellcat jachtvliegtuigen.
Ook na de oorlog bleef Boon von Ochssée in dienst van de Marine Luchtvaartdienst. Hij verkreeg als Officier Vlieger IIe Klasse der Koninklijke Marine Reserve op 1 september 1946 eervol ontslag. Later nam hij weer dienst. Op 1 december 1948 werd hij als Officier Vlieger der Ie Klasse wederom eervol ontslagen. Op 1 september 1965 werd hij als Luitenant-ter-zee der 1e klasse voor de derde maal eervol ontslagen.

## Onderscheidingen
- Het Vliegerkruis, verleend bij Koninklijk Besluit no. 59 van 18 oktober 1945[3] aan Officier-vlieger der derde klasse der Marine Luchtvaartdienst Jan Gijsbert Boon von Ochssée, gedetacheerd bij het F.A.A. no. 1840 Squadron
- Het Oorlogsherinneringskruis met 4 gespen[4]
- Het Nieuw-Guinea Herinneringskruis
- Het Ereteken voor Orde en Vrede met 5 gespen
- Het Onderscheidingsteken voor Langdurige Dienst als officier met het cijfer XX
- De Britse 1939-1945 Star[4]
- De Britse Air Crew Europe Star met waarschijnlijk de gesp "Atlantic"[4]
- De Britse Atlantic Star als gesp op de Air Crew Europe Star[4]
- De Britse Africa star[4]
- De Britse Pacific star[4]
- De Britse War Medal 1939-1945[4]

De onderscheidingen van Bert Boon von Ochssée zijn afgebeeld in "Het Vliegerskruis" van H.G. Meijer en R. Vis. Hij heeft zijn Nederlandse onderscheidingen op de gebruikelijke wijze, in Pruisische stijl, laten opmaken en droeg deze niet samen met zijn Britse onderscheidingen. De familienaam wordt vaak verschillend gespeld. "Boon von Ochssée" schijnt de juiste schrijfwijze te zijn.